# Golopo
Golopo est une localité du Cameroun située dans la commune de Kalfou, le département du Mayo-Danay et la Région de l'Extrême-Nord, à proximité de la frontière avec le Tchad.

## Population
En 1967 la localité comptait 229 habitants, principalement des Peuls et des Toupouri
Lors du recensement de 2005, ce chiffre s'élevait à 797.